# Brežani (Karlovac)
Brežani je naselje u Republici Hrvatskoj, u sastavu Grada Karlovca, Karlovačka županija. 

## Stanovništvo
Prema popisu stanovništva iz 2001. godine, naselje je imalo 146 stanovnika te 53 obiteljskih kućanstava.
Iako malo selo, Brežani su izuzetno ugodni za život. U blizini rijeke Kupe, 15 km od Karlovca, oko 50 km od Zagreba. Bogato vegetacijom, plodnom zemljom, uređenom infrastrukturom. U ratu selo dosta stradalo i nema minski sumnjivih područja. U Brežanima su aktivni:
- NK Frankopan, nogometni klub s izuzetno dobrim vodstvom i ambicijama, izražene brige za mlade i uključivanje u sport
- Lovačko društvo s raznovrsnim aktivnostima
-  KUD Sv. Rok, koji čuva narodne običaje ovoga kraja, rade narodne nošnje, plešu i sviraju, aktivno sudjeluju u smotrama folklora i drugim događajima
- Braniteljska zadruga "Zelena polja", koja okuplja 10-ak branitelja u poljoprivrednim aktivnostima
- Seosko gospodarstvo Marinković, s turističkim i ugostiteljskim kapacitetima
- NOMM Savjetovanje, konzultantska tvrtka koja omogućava bolje praćenje i korištenje EU fondova
- druga poljoprivredna, mljekarska i stočarska gospodarstva
Unatrag nekoliko godina vidljiv je porast broja male djece koja žive u Brežanima. Oni pohađaju (ili će ubrzo pohađati) OŠ Skakavac, odličnu osnovnu školu, do koje ih prevozi školski autobus.
| broj stanovnika | 378   | 479   | 473   | 579   | 581   | 383   | 364   | 568   | 351   | 351   | 341   | 299   | 247   | 239   | 146   | 129   | 107   |
|                 | 1857. | 1869. | 1880. | 1890. | 1900. | 1910. | 1921. | 1931. | 1948. | 1953. | 1961. | 1971. | 1981. | 1991. | 2001. | 2011. | 2021. |

## Šport
- NK Frankopan, nogometni klub